# Національний політехнічний інститут Мексики
Національний політехнічний інститут (ісп. Instituto Politécnico Nacional) — державний заклад вищої освіти Мексики, заснований у Мехіко 1936 року.

## Історія
Інститут був заснований 1 січня 1936 року за часів президентства Ласаро Карденаса в будівлі, яка раніше була відома як «Колишня садиба Санто-Томаса» — великий маєток, що належав конкістадору Ернану Кортесу в XVI столітті.
Астроном Луїс Енріке Ерро, колишній революціонер Хуан де Діос Батіс Паредес та колишній міністр освіти Нарсісо Бассольс були одними з перших його промоутерів.

## Структура

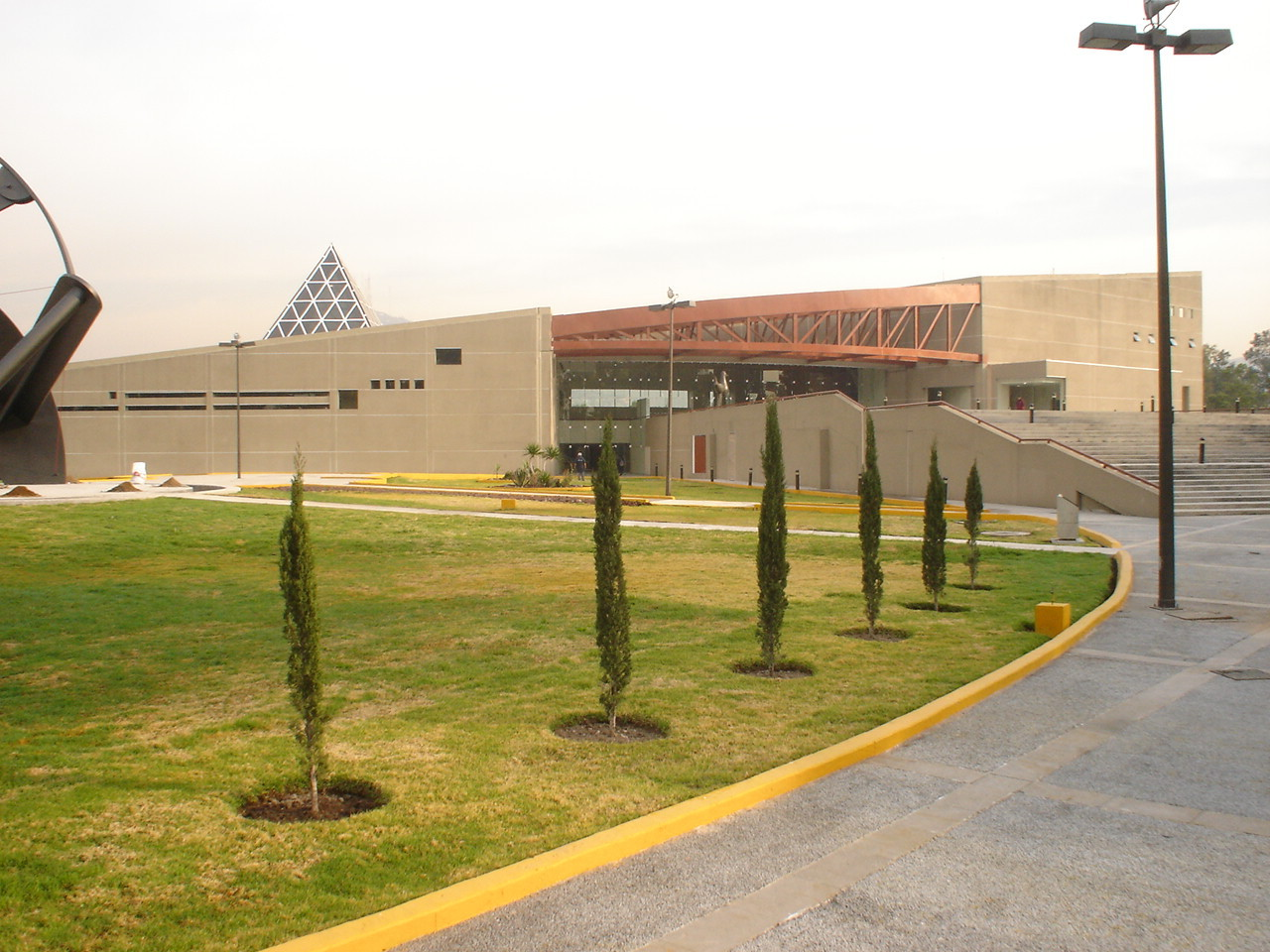
Один із факультетів Національного політехнічного інституту, що спеціалізується на вивченні підприємництва.

Інститут складається з 98 підрозділів, у тому числі 18 професійно-технічних училищ (функціонують як CECyT), 26 університетських коледжів, 20 науково-дослідних інститутів, 17 центрів безперервної освіти, 4 підрозділів освітньої підтримки, 3 підрозділів підтримки освітніх інновацій, 8 підрозділів підтримки досліджень, розробок, технологічного та підприємницького розвитку та 2 підрозділів, пов'язаних з наукою, корпоративними дослідженнями та розробками.
Ці підрозділи в основному знаходяться в Мехіко, але кілька навчальних та дослідницьких центрів розподілені по 22 штатах.
Деякі підрозділи (зокрема, напівавтономний CINVESTAV) користуються високим ступенем академічної та фінансової свободи. Інститут очолює генеральний директор, якого призначає президент Мексики, зазвичай (але не завжди) після певних консультацій з членами академічної спільноти.
У рамках стратегії просування культури, інститут також керує найстарішою громадською службою мовлення в Латинській Америці Canal Once («Одинадцятий канал»), що пропонує оригінальні культурні, наукові, інформаційні та розважальні програми, іноземні шоу, а також класичні, рідкісні та некомерційні фільми з усього світу.

## Відомі випускники

### Науковці та винахідники

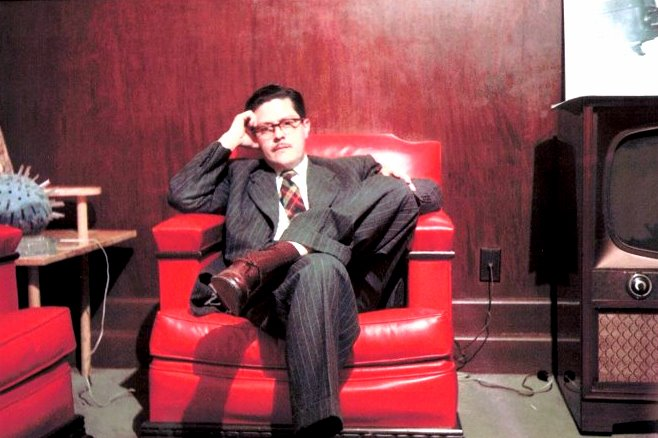
Гільєрмо Гонсалес Камарена

- Гільєрмо Гонсалес Камарена[en] — інженер-електрик, винахідник однієї з перших систем передачі кольорового телебачення.
- Єжи Жедовський — ботанік та еколог рослинності.
- Естер Ороско[en] — біологиня, лауреатка медалі ЮНЕСКО/Інституту Пастера[en] 1997 року та премії L'Oréal — ЮНЕСКО «Для жінок у науці» 2006 року за роботу над амебіазом.
- Евангеліна Віллегас[en] — біохімік, лауреатка Всесвітньої продовольчої премії 2000 року, чиє вивчення кукурудзи призвело до розробки якісної протеїнової кукурудзи[en].
- Пабло Рудомін Зевноватий[en] — нейробіолог, лауреат премії принцеси Астурійського (1987).
- Гілберто Кальвілло Вівес[en] — президент Статистичної комісії Організації Об'єднаних Націй.
- Альберто Перес-Гомес[en] — історик архітектури та лауреат премії Еліса Девіса Гічкока[en] 1984 року.
- Рут Рівера Марін[en] — архітекторка, перша жінка, яка вивчала архітектуру в Коледжі інженерії та архітектури.
- Константіно Рейес-Валеріо[en] — хімік і мистецтвознавець, відкрив рецепт створення синього кольору майя та ввів термін Arte Indocristiano[en].
- Рауль Рохас — професор інформатики та математики, фахівець у галузі штучних нейронних мереж.

### Політики
- Ернесто Седільо — президент Мексики (1994—2000).
- Хосефіна Васкес Мота[en] — міністерка освіти Мексики за часів президентства Феліпе Кальдерона.
- Рейес Тамес[en] — міністр освіти Мексики за часів президентства Вісенте Фокса.
- Віктор Браво Ахуджа[en] — міністр освіти Мексики за часів президентства Луїса Ечеверрія.
- Еухеніо Мендес Докурро[en] — секретар з питань комунікацій та транспорту Мексики[en] за часів президентства Луїса Ечеверрія.
- Ектор Маягоїтія Домінгес[en] — губернатор штату Дуранго (1974—1979).
- Мігель Борхес Мартін[en] — губернатор штату Кінтана-Роо (1987—1993).
- Роберто Кобе Гонсалес[en] — Президент Ради Міжнародної організації цивільної авіації (2006—2014).

### Викладачі
- Олександр Баланкін[en] — вчений, лауреат Премії ЮНЕСКО з науки[en] 2005 року за роботи з фрактальної механіки.
- Геберто Кастілло[en] — винахідник триділози[en] та засновник кількох політичних партій.
- Хуан О'Горман — архітектор та художник.
- Артуро Розенблют[en] — лікар, фізіолог та піонер у кібернетиці.